# Michał Zdzisław Zamoyski
Michał Zdzisław Zamoyski  herbu Jelita (ur. ok. 1679 – zm. w 1735 roku) – łowczy wielki koronny, starosta, wojewoda, ojciec Andrzeja Hieronima Zamoyskiego twórcy tzw. Kodeksu Zamoyskiego. 

## Życiorys
Był synem Marcina Zamoyskiego i Anny Franciszki Gnińskiej, bratem Tomasza Józefa. Studiował na Uniwersytecie w Ingolstadt w 1697. Wojewoda smoleński od 1732, łowczy wielki koronny od 1714,  starosta gniewski, bolimowski, starosta bratiański w latach 1714-1720, starosta lękorski w 1717 i 1719. W 1725 został szóstym ordynatem zamojskim. 
Był konsyliarzem ziemi halickiej w konfederacji sandomierskiej 1704

## Odznaczenia
- Order Orła Białego (1732).